# 恩菲爾德南門 (英國國會選區)

選區在大倫敦的位置

恩菲爾德紹斯蓋特（英語：Enfield Southgate），英國國會一自治市選區，包括大倫敦北部恩菲爾德區西南部的七個地方選區。
始設於1950年。本區是保守黨佔優的選區。自1997年起任當區議員、工黨籍的史提芬·特維格在2010年大選中被保守黨的大衛·博羅斯以49.4%選票擊敗。